# Styret underboring
 Der er for få eller ingen kildehenvisninger i denne artikel, hvilket er et problem. Du kan hjælpe ved at angive troværdige kilder til de påstande, som fremføres i artiklen.

Styret underboring er en metode til at udføre opgravningsfri boringer. Denne metode anvendes typisk ved anlæg af bl.a. 
- Kloakering
- Vandledninger
- Gasledninger
- Fjernvarmeledninger
- Kabler
- Renseanlæg
- Fjernvarme
- Dræning

Modsat traditionelle boringer som kræver opgravninger der påvirker omgivelserne, kan man med styret underboring undgå opgravninger, hvorved miljø og omgivelser belastes mindst muligt.
Boringen sker mellem to, allerede gravede, mindre huller hvorfra der fjernstyres et borehoved som efterfølgende påmonteres den ledning der skal løbe mellem de udgravede huller. Udstyret gør det ligeledes muligt at lave bløde kurver uanset om der skal bore op, ned eller til siden.